# Васильевка (Чановский район)
Васильевка — деревня в Чановском районе Новосибирской области. Входит в состав Щегловского сельсовета.

## География
Площадь деревни — 140 гектаров.

## Население
| 2002 | 2007 | 2010 |
| ---- | ---- | ---- |
| 284  | ↘263 | ↘252 |

## Инфраструктура
В деревне по данным на 2007 год функционируют 1 учреждение здравоохранения и 1 учреждение образования.

## Известные уроженцы
- Геннадий Антонович Ноздрин (1949—2009) — советский и российский историк, доктор исторических наук (2005)[5].